# La Semaine de l'Allier

La Semaine de l'Allier est un journal hebdomadaire consacré au département de l'Allier, fondé en 2005 à Moulins.

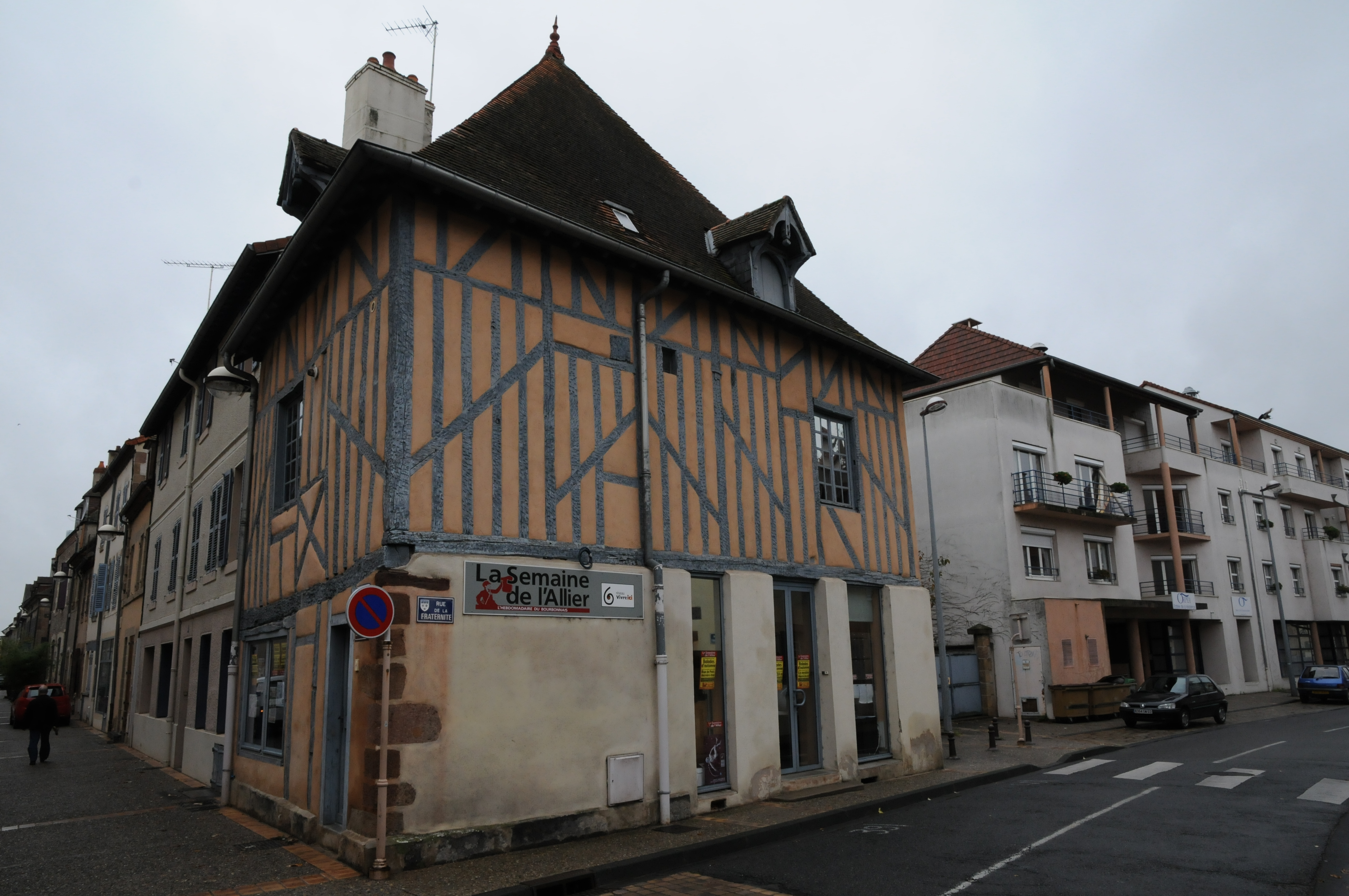
Le siège de La Semaine de l'Allier, à Moulins

Il est dirigé par Jean de Charon, homme de médias qui a notamment été à la tête du groupe de presse Impact Médecins ou encore de doctissimo.fr, La Semaine de l'Allier est devenu en quelques années l'hebdomadaire de référence du département de l'Allier. Sa vocation départementale a donné à ce journal une vraie valeur ajoutée[non neutre] sur un territoire constitué de trois pôles économiques et culturels très autonomes que sont Moulins, Vichy et Montluçon.
Le tirage de cet hebdomadaire était de 12 994 exemplaires chaque semaine en 2008, selon l'OJD. La Semaine de l'Allier a obtenu l'Étoile de l'OJD 2012 de la meilleure progression de la presse hebdomadaire régionale. L'entreprise a été une nouvelle fois distinguée en avril 2014 par l'OJD qui lui a décerné l'Étoile 2014 de la constance dans le succès, saluant la progression des ventes du journal sur les cinq dernières années (2009-2013).
Chaque année, le journal organise l'élection des « Bourbonnais de l'année ». Une vingtaine de personnalités sont pré-sélectionnées et soumises au vote des lecteurs et internautes. C'est une manière de mettre en avant les hommes et les femmes qui se mobilisent pour ce territoire.
Depuis 2008, La Semaine de l'Allier dispose également d'un site Internet d'informations locales :  lasemainedelallier.fr.
Le journal emploie une dizaine de salariés dans le département et s'appuie sur un réseau d'une vingtaine de correspondants.